# Saint-Norbert-d'Arthabaska
Pour les articles homonymes, voir Saint-Norbert (homonymie) et Arthabaska (homonymie).
Cet article concerne la municipalité du Centre-du-Québec. Pour la municipalité de paroisse dans Lanaudière, voir Saint-Norbert.
Saint-Norbert-d'Arthabaska est une municipalité du Québec (Canada) située dans la municipalité régionale de comté d'Arthabaska et la région administrative du Centre-du-Québec. 

## Toponymie
Elle est nommée en l'honneur de Norbert de Xanten et Joseph Norbert Provencher.

## Histoire
Le 21 octobre 2009, Saint-Norbert-d'Arthabaska et Norbertville ont fusionné.  

## Géographie
La rivière Bulstrode traverse la municipalité du sud-est vers le nord-est.
La rivière Gosselin la traverse du sud-ouest vers le nord-ouest.
À partir de son crénon, dans le nord-est, la rivière Lachance coule vers le sud-ouest.

## Démographie
| 1996 | 2001 | 2006 | 2011  | 2016  | 2021  |
| ---- | ---- | ---- | ----- | ----- | ----- |
| 893  | 897  | 857  | 1 185 | 1 157 | 1 247 |

## Administration
Les élections municipales se font en bloc pour le maire et les six conseillers.
| Saint-Norbert-d'Arthabaska Maires depuis 2002                                                                        |                      |                                                  |          |
| Élection | Maire                | Qualité                                          | Résultat |
| 2002 | Ghislain Caouette    | Élection 2009 reportée, fusion avec Norbertville | Voir     |
| 2005 | Ghislain Caouette    | Élection 2009 reportée, fusion avec Norbertville | Voir     |
| 2009 | Ghislain Caouette    | Élection 2009 reportée, fusion avec Norbertville | n/a      |
| 2010 | Ghislain Caouette    | Élection 2009 reportée, fusion avec Norbertville | Voir     |
| 2013 | Alain Tourigny       |                                                  | Voir     |
| 2017 | Jean-François Pinard |                                                  | Voir     |
| 2020 | Marcel Bélanger      | Conseiller 2017-2020                             | Voir     |
| 2021 | Marcel Bélanger      | Conseiller 2017-2020                             | Voir     |
| Élection partielle en italique Depuis 2005, les élections sont simultanées dans toutes les municipalités québécoises |                      |                                                  |          |